# Menasze Oppenheim
Menasze Oppenheim (ur. 18 września 1905, zm. 23 października 1973 w Nowym Jorku) – polski aktor żydowskiego pochodzenia, który zasłynął głównie z ról w przedwojennych żydowskich filmach i sztukach teatralnych w języku jidysz.
Krótko przed wybuchem II wojny światowej wyemigrował z Polski do Stanów Zjednoczonych i osiadł w Nowym Jorku. Jest pochowany na Mount Hebron Cemetery.

## Filmografia
- 1939: Kol Nidre
- 1938: Mateczka
- 1937: Weseli biedacy
- 1937: Ślubowanie

## Dubbing
- 1937: Piętro wyżej – Henryk Pączek (dubbing jidysz)[2]